# Discografia dei Five Finger Death Punch
Questa pagina raccoglie la discografia del gruppo heavy metal statunitense Five Finger Death Punch.

## Album

### Album in studio
| Titolo | Posizione massima | Posizione massima | Posizione massima | Posizione massima | Posizione massima | Posizione massima | Posizione massima | Posizione massima | Posizione massima | Posizione massima | Certificazione                                      |
| Titolo | [ 1 ]             | Hard Rock         | Rock              | [ 4 ]             | [ 5 ]             | [ 6 ]             | [ 7 ]             | [ 8 ]             | [ 9 ]             | [ 10 ]            | Certificazione                                      |
| --- | ----------------- | ----------------- | ----------------- | ----------------- | ----------------- | ----------------- | ----------------- | ----------------- | ----------------- | ----------------- | --------------------------------------------------- |
| The Way of the Fist - Pubblicato: 31 luglio 2007 - Etichetta: Spinefarm, The Firm - Formati: CD, Download digitale                                               | 107               | 16                | —                 | —                 | —                 | —                 | 28                | —                 | —                 | —                 | - Canada: Oro - USA: Oro                            |
| War Is the Answer - Pubblicato: 22 settembre 2009 - Etichetta: Prospect Park, Spinefarm - Formati: CD, LP, Download digitale                                     | 7                 | 3                 | 4                 | —                 | —                 | 46                | 14                | —                 | —                 | 64                | - Canada: Oro - USA: Platino - Regno Unito: Argento |
| American Capitalist - Pubblicato: 11 ottobre 2011 - Etichetta: Prospect Park - Formati: CD, LP, Download digitale                                                | 3                 | 2                 | 2                 | 50                | —                 | 6                 | 14                | 74                | —                 | 57                | - Canada: Oro - USA: Platino - Regno Unito: Argento |
| The Wrong Side of Heaven and the Righteous Side of Hell, Volume 1 - Pubblicato: 30 luglio 2013 - Etichetta: Prospect Park - Formati: CD, LP, Download digitale   | 2                 | 1                 | 1                 | 13                | 5                 | 3                 | 7                 | 4                 | 14                | 21                | - USA: Platino - Canada: Oro - Regno Unito: Oro     |
| The Wrong Side of Heaven and the Righteous Side of Hell, Volume 2 - Pubblicato: 19 novembre 2013 - Etichetta: Prospect Park - Formati: CD, LP, Download digitale | 2                 | 1                 | 1                 | 29                | 17                | 6                 | —                 | 13                | 24                | 44                | USA: Oro Canada: Oro                                |
| Got Your Six - Pubblicato: 4 settembre 2015 - Etichetta: Prospect Park - Formati: CD, LP, Download digitale                                                      | 2                 | 1                 | 1                 | 3                 | 5                 | 3                 | 3                 | 5                 | 5                 | 6                 | USA: Oro Canada: Oro Danimarca: Oro                 |
| And Justice for None - Pubblicato: 18 maggio 2018 - Etichetta: Prospect Park                                                                                     | —                 | —                 | —                 | —                 | —                 | —                 | —                 | —                 | —                 | —                 | USA: Oro                                            |
| F8 - Pubblicato: 28 Febbraio 2020 - Etichetta: Better Noise Music                                                                                                | —                 | —                 | —                 | —                 | —                 | —                 | —                 | —                 | —                 | —                 |                                                     |
| AfterLife - Pubblicato: 19 Agosto 2022 - Etichetta: Better Noise Music                                                                                           |                   |                   |                   |                   |                   |                   |                   |                   |                   |                   |                                                     |

### Extended play
| Titolo             | Dettagli                                                                        |
| ------------------ | ------------------------------------------------------------------------------- |
| Pre-Emptive Strike | - Pubblicato: 10 luglio 2007 - Etichetta: The Firm - Formati: Download digitale |

## Singoli
| Anno | Titolo                         | Posizione massima | Posizione massima | Posizione massima | Posizione massima | Posizione massima | Posizione massima | Posizione massima | Posizione massima | Certificazione | Album di provenienza                                              |
| Anno | Titolo                         | [ 14 ]            | Alt.              | Hard Rock         | Main.             | Rock              | Canada (bandiera) | Rock              | Rock              | Certificazione | Album di provenienza                                              |
| ---- | ------------------------------ | ----------------- | ----------------- | ----------------- | ----------------- | ----------------- | ----------------- | ----------------- | ----------------- | -------------- | ----------------------------------------------------------------- |
| 2007 | The Bleeding                   | —                 | —                 | —                 | 9                 | —                 | —                 | —                 | —                 |                | The Way of the Fist                                               |
| 2008 | Never Enough                   | —                 | —                 | —                 | 9                 | —                 | —                 | —                 | —                 |                | The Way of the Fist                                               |
| 2008 | Stranger than Fiction          | —                 | —                 | —                 | 16                | —                 | —                 | —                 | —                 |                | The Way of the Fist                                               |
| 2009 | Hard to See                    | —                 | 40                | —                 | 8                 | 26                | —                 | —                 | —                 |                | War Is the Answer                                                 |
| 2009 | Walk Away                      | —                 | 31                | —                 | 7                 | 21                | —                 | —                 | —                 |                | War Is the Answer                                                 |
| 2009 | Dying Breed                    | —                 | —                 | —                 | —                 | —                 | —                 | —                 | —                 |                | War Is the Answer                                                 |
| 2010 | No One Gets Left Behind        | —                 | —                 | —                 | —                 | —                 | —                 | —                 | —                 |                | War Is the Answer                                                 |
| 2010 | Bad Company                    | 106               | 26                | 5                 | 2                 | 7                 | —                 | —                 | —                 | - USA: Platino | War Is the Answer                                                 |
| 2010 | Far from Home                  | 119               | 29                | —                 | 4                 | 14                | —                 | —                 | 39                |                | War Is the Answer                                                 |
| 2011 | Falling in Hate                | —                 | —                 | —                 | —                 | —                 | —                 | —                 | —                 |                | War Is the Answer                                                 |
| 2011 | Under and Over It              | 77                | 31                | 1                 | 6                 | 20                | —                 | —                 | —                 |                | American Capitalist                                               |
| 2011 | Back for More                  | —                 | —                 | 3                 | —                 | 20                | —                 | —                 | —                 |                | American Capitalist                                               |
| 2011 | Remember Everything            | 123               | 25                | 2                 | 2                 | 9                 | —                 | —                 | —                 |                | American Capitalist                                               |
| 2012 | The Tragic Truth               | —                 | —                 | —                 | —                 | —                 | —                 | —                 | —                 |                | American Capitalist                                               |
| 2012 | Coming Down                    | —                 | —                 | 6                 | 1                 | 14                | —                 | —                 | —                 |                | American Capitalist                                               |
| 2012 | The Pride                      | —                 | —                 | 21                | 12                | 31                | —                 | —                 | —                 |                | American Capitalist                                               |
| 2013 | Lift Me Up (feat. Rob Halford) | —                 | —                 | 1                 | 1                 | 19                | 100               | —                 | 20                |                | The Wrong Side of Heaven and the Righteous Side of Hell, Volume 1 |
| 2013 | Battle Born                    | —                 | —                 | 1                 | 1                 | 27                | —                 | 10                | 39                |                | The Wrong Side of Heaven and the Righteous Side of Hell, Volume 2 |
| 2014 | House of the Rising Sun        | —                 | —                 | 1                 | 7                 | 26                | —                 | —                 | —                 |                | The Wrong Side of Heaven and the Righteous Side of Hell, Volume 2 |
| 2014 | Wrong Side of Heaven           | 112               | —                 | 1                 | 2                 | 11                | —                 | —                 | —                 |                | The Wrong Side of Heaven and the Righteous Side of Hell, Volume 1 |
| 2015 | Jekyll and Hyde                | 123               | —                 | 1                 | 3                 | 14                | —                 | —                 | —                 |                | Got Your Six                                                      |
| 2015 | Wash It All Away               | —                 | —                 | —                 | 1                 | 49                | —                 | —                 | —                 |                | Got Your Six                                                      |

### Altri brani entrati in classifica
| Anno | Titolo                                    | Posizione massima | Posizione massima | Album                                                             |
| Anno | Titolo                                    | Hard Rock         | Rock              | Album                                                             |
| ---- | ----------------------------------------- | ----------------- | ----------------- | ----------------------------------------------------------------- |
| 2009 | War Is the Answer                         | 25                | —                 | War Is the Answer                                                 |
| 2013 | Watch You Bleed                           | 6                 | 48                | The Wrong Side of Heaven and the Righteous Side of Hell, Volume 1 |
| 2013 | Anywhere but Here (feat. Maria Brink)     | 20                | —                 | The Wrong Side of Heaven and the Righteous Side of Hell, Volume 1 |
| 2013 | M.I.N.E (End This Way)                    | 13                | —                 | The Wrong Side of Heaven and the Righteous Side of Hell, Volume 1 |
| 2013 | Mama Said Knock You Out (feat. Tech N9ne) | 9                 | —                 | The Wrong Side of Heaven and the Righteous Side of Hell, Volume 1 |
| 2013 | Cradle to the Grave                       | 23                | —                 | The Wrong Side of Heaven and the Righteous Side of Hell, Volume 2 |
| 2013 | Cold                                      | 12                | —                 | The Wrong Side of Heaven and the Righteous Side of Hell, Volume 2 |
| 2015 | Got Your Six                              | —                 | 28                | Got Your Six                                                      |
| 2015 | Hell to Pay                               | —                 | 21                | Got Your Six                                                      |

## Video musicali
| Anno | Titolo                  | Regista                    |
| ---- | ----------------------- | -------------------------- |
| 2007 | The Bleeding            | Bradley Scott              |
| 2008 | Never Enough            | Agata Alexander            |
| 2008 | The Way of the Fist     | Sxv'Leithan Essex          |
| 2009 | Hard to See             | Matt Silverman             |
| 2010 | Bad Company             | Zoltan Bathory             |
| 2011 | Under and Over It       | Ethan Emaniquis            |
| 2012 | Remember Everything     | Emile Levisetti            |
| 2012 | Coming Down             | Nick Peterson              |
| 2012 | The Pride               | Ethan Emaniquis            |
| 2013 | Battle Born             | Emile Levisetti            |
| 2014 | House of the Rising Sun | Brian Neal, Zoltan Bathory |
| 2014 | Wrong Side of Heaven    | Nick Peterson              |
| 2015 | Jekyll and Hyde         | —                          |